# Rasmus Carlsen
Rasmus Carlsen (født 24. marts 1991 i Elling) er en dansk håndboldspiller, der spiller for HC Midtjylland. Han kom til klubben i 2013 fra Viborg HK.  Han har tidligere optrådt for Strandby/Elling IF, AaB, Aalborg Håndbold og Team Vesthimmerland.
Han startede som 9-årig i hjembyens klub Strandby/Elling IF. Hans største håndboldoplevelse var EM-guld med U20 og DM-guld med AaB Yndlinge. 
Han blev som drengespiller dansk mester med barndomsklubben Strandby/Elling IF.